# Lucas Yoder
Lucas Yoder (San Clemente, 17 giugno 1995) è un pallavolista e giocatore di beach volley statunitense, di ruolo schiacciatore.

## Biografia
Proviene da una famiglia fortemente legata alla pallavolo: suo padre, David, giocava a pallavolo per la Southern California e poi come professionista in Europa; suo zio, Bob, è un ex giocatore ed allenatore della Southern California; sua sorella Molly giocava alla UC Irvine; i suoi cugini Erin, Paul e Jack facevano parte dei programmi di pallavolo dei trojans, mentre suo cugino Cory giocava alla UC Irvine e poi come professionista.

## Carriera

### Pallavolo

#### Club
La carriera di Lucas Yoder inizia nei tornei scolastici californiani, giocando per la San Clemente HS. Dopo il diploma, gioca a livello universitario nella NCAA Division I, diventando il sesto Yoder su otto a legarsi ai Trojans della Southern California, con la quale gioca dal 2014 al 2017.
Nella stagione 2018-19 firma il suo primo contratto professionistico nella Lega Nazionale A svizzera, ingaggiato dal Näfels.

### Beach volley
Nel 2013 vince la medaglia di bronzo al campionato mondiale Under-19 in coppia con Torey DeFalco. Nel 2016 torna a dedicarsi al beach volley, giocando in coppia con Christopher Orenic, mentre un anno dopo crea un nuovo tandem con Michael Saeta.

## Palmarès

### Pallavolo

#### Premi individuali
- 2017 - All-America Second Team

### Beach Volley
- Campionato mondiale 2013